# Bruin schorssteeltje
Bruin schorssteeltje (Chaenotheca brunneola) is een soort uit het geslacht schorssteeltje (Chaenotheca).

## Determinatie
Bruin schorssteeltje is een coniocarp met een korstvormig, verzonken thallus. De ascosporen zijn bolvormig, enkelvoudig en hebben een bruinachtige kleur; ze hebben een diameter van 3,5–4,5 µm.

## Verspreiding
Bruin schorssteeltje heeft een kosmopolitische verspreiding. In Nederland is de soort zeer zeldzaam en staat op de rode lijst in de categorie 'bedreigd'.